# MTZ-50
Le MTZ-50 est un tracteur agricole fabriqué dans l'usine de tracteur de Minsk (Biélorussie) en Union soviétique en 1961 et a été vendu dans le bloc de l'Est avec comme marque « Biélorussie » (Bélarus). Le tracteur produit au milieu des années 1950 a été modernisé avec le MTZ-5 et le MTZ-80 a été modernisé en 1974. Pour être utilisés dans le secteur agricole, divers types de tracteurs ont été produits jusqu'au 1985.

## Spécifications
- Force de traction : 14 Nw

## Modèles
- MTZ-50 - est un modèle de base réalisé en série depuis 1961.
- MTZ-50R - a été conçu pour travailler dans les rizières.
- MTZ-50K - fabriqué pour les pentes raides et n'a pas été produit à Minsk. À Tbilissi, une version distincte a été produite et est également connu sous le nom de t-50k.
- MTZ-50Ch - une version « trois roues » pour la récolte du coton en Ouzbékistan a été produite en 1977 dans le quartier de Taschwitz-Kkornisa. Ces deux roues avant ont été assemblées de quelques centimètres de long et ont été installées avec une rampement beaucoup plus lente. Il a été fabriqué en version à roues motrices MTZ-52-4.
- T-50W ou T-54W - Moldova est un tracteur à chenilles pour la viticulture fabriqué dans l'usine de tracteurs de Chişinău.
- MTZ-50L - moteur à essence monocylindre utilisé comme démarreur.
- MTZ-50 "Super" - performance du moteur a été améliorée au milieu des années 1960 à 60 hp (44 kW).
- MTZ-60 - 65 hp (48 kW) a été fabriqué pour l'exportation en tant que tracteur.